# Multiplex 21
Multiplex 21 je prvním z finálních multiplexů DVB-T2 v České republice. Je provozován Českou televizí a obsahuje vysílání médií veřejné služby. Nahrazuje veřejnoprávní DVB-T multiplex 1, oproti kterému vysílá všechny stanice ve vysokém rozlišení obrazu. Obsahuje také všechny regionální verze ČT1 (SM, JM, SVČ, JZČ) na celém území ČR.
Během souběžného DVB-T a T2 vysílal pod názvem přechodová síť 11, která započala vysílání 29. března 2018. Multiplex 21 formálně odstartoval 28. listopadu 2019 po vypnutí multiplexu 1 v Praze. Na většině území ČR se šíří v jednofrekvenční síti (SFN) na kanálu 26, na kterém vysílala již přechodová síť 11.
Od 23. března 2020 do 31. prosince 2022 v multiplexu vysílal kanál ČT3.
Dne 17. května 2021 začala síť šířit digitální rozhlasovou stanici ČRo Radiožurnál Sport.

## Televizní a rozhlasové stanice multiplexu 21
| Televizní stanice  | logo stanice | Rozhlasové stanice              | logo stanice |
| ------------------ | ------------ | ------------------------------- | ------------ |
| ČT1 HD             |              | Český rozhlas Radiožurnál       |              |
| ČT2 HD             |              | Český rozhlas Dvojka            |              |
| ČT24 HD            |              | Český rozhlas Vltava            |              |
| ČT sport HD        |              | Český rozhlas Plus              |              |
| ČT :D HD/ČT art HD | /            | Český rozhlas Radio Wave        |              |
| ČT1 SM HD          |              | Český rozhlas D-dur             |              |
| ČT1 JM HD          |              | Český rozhlas Jazz              |              |
| ČT1 SVČ HD         |              | Český rozhlas Rádio Junior      |              |
| ČT1 JZČ HD         |              | Český rozhlas Radiožurnál Sport |              |
|                    |              | Český rozhlas Pohoda            |              |

## Regionální vysílání
Jelikož multiplex 21 vysílá na většině území v rámci jednofrekvenční sítě (SFN, K26), není již možné, aby se na různých vysílačích lišil obsah, jako tomu bylo u multiplexu 1. Zde se regionální verze (SM – severní Morava se studiem v Ostravě a JM – jižní Morava se studiem v Brně) šířily pouze z vysílačů v konkrétních regionech. V multiplexu 21 se proto síří všechny regionální mutace celoplošně, kdy se v době regionálního vysílání rozdělí datový tok mezi více programů.
Od ledna 2023 jsou šířeny další dvě regionální verze ČT1, a to SVČ pro severní a východní Čechy a JZČ pro jižní a západní Čechy, se studii v Hradci Králové, Ústí nad Labem, Českých Budějovicích a Plzni. 
Následující tabulka ukazuje rozdělení datových toků při regionálním vysílání:
| Program      | Rozlišení obrazu a datový tok | Priorita |
| ------------ | ----------------------------- | -------- |
| ČT 1 HD      | 1920 × 1080p (2 200 kpbs)     | 20%      |
| ČT 2 HD      | 1920 × 1080p (3 000 kpbs)     | 60%      |
| ČT 24 HD     | 1920 × 1080p (2 200 kpbs)     | 20%      |
| ČT sport HD  | 1920 × 1080p (3 000 kpbs)     | 60%      |
| ČT :D/art HD | 1920 × 1080p (3 000 kpbs)     | 60%      |
| ČT 1 SM HD   | 1920 × 1080p (2 200 kpbs)     | 20%      |
| ČT 1 JM HD   | 1920 × 1080p (2 200 kpbs)     | 20%      |
| ČT 1 SVČ HD  | 1920 × 1080p (2 200 kpbs)     | 20%      |
| ČT 1 JZČ HD  | 1920 × 1080p (2 200 kpbs)     | 20%      |

## Technické parametry sítě
Multiplex 21 měl k 19. lednu 2023 následující technické parametry:
| Standard | ID sítě | Vysílací mód | Modulace datových nosných | Kódový poměr (FEC) | Ochranný interval | Přenosová rychlost |
| -------- | ------- | ------------ | ------------------------- | ------------------ | ----------------- | ------------------ |
| DVB-T2   | 12608   | 32K          | 256-QAM                   | 2/3                | 1/8               | 33,3 Mbit/s        |

| Program                          | Rozlišení obrazu a datový tok | Hlavní zvuk | Originální zvuk | Zvuk Dolby Digital | Podtitulky     | Zvukový popis | Data       | Celkem      |
| -------------------------------- | ----------------------------- | ----------- | --------------- | ------------------ | -------------- | ------------- | ---------- | ----------- |
| ČT1 HD T2                        | 1920 × 1080p (5 200 kbps)     | 128 kbps    | ano (128 kbps)  | ano (448 kbps)     | ano (128 kbps) | ano (64 kbps) | -          | 6 096 kbps  |
| ČT2 HD T2                        | 1920 × 1080p (5 200 kbps)     | 128 kbps    | ano (128 kbps)  | ano (448 kbps)     | ano (128 kbps) | ano (64 kbps) | -          | 6 096 kbps  |
| ČT24 HD T2                       | 1920 × 1080p (3 500 kbps)     | 128 kbps    | ano (128 kbps)  | -                  | ano (128 kbps) | ano (64 kbps) | -          | 4 748 kbps  |
| ČT sport HD T2                   | 1920 × 1080p (5 800 kbps)     | 128 kbps    | -               | ano (448 kbps)     | ano (128 kbps) | ano (64 kbps) | -          | 6 568 kbps  |
| ČT :D/art HD T2                  | 1920 × 1080p (5 200 kbps)     | 128 kbps    | ano (128 kbps)  | ano (448 kbps)     | ano (128 kbps) | ano (64 kbps) | -          | 6 096 kbps  |
| Teletext ČT HD T2                | -                             | -           | -               | -                  | -              | -             | 225 kbps   | 225 kbps    |
| ČRo Radiožurnál T2               | -                             | 128 kbps    | -               | -                  | -              | -             | -          | 128 kbps    |
| ČRo Dvojka T2                    | -                             | 96 kbps     | -               | -                  | -              | -             | -          | 96 kbps     |
| ČRo Vltava T2                    | -                             | 128 kbps    | -               | -                  | -              | -             | -          | 128 kbps    |
| ČRo Radio Wave T2                | -                             | 128 kbps    | -               | -                  | -              | -             | -          | 128 kbps    |
| ČRo D-dur T2                     | -                             | 128 kbps    | -               | -                  | -              | -             | -          | 128 kbps    |
| ČRo Radio Junior T2              | -                             | 64 kbps     | -               | -                  | -              | -             | -          | 64 kbps     |
| ČRo Plus T2                      | -                             | 64 kbps     | -               | -                  | -              | -             | -          | 64 kbps     |
| ČRo JAZZ T2                      | -                             | 128 kbps    | -               | -                  | -              | -             | -          | 128 kbps    |
| ČRo RZ Sport T2                  | -                             | 64 kbps     | -               | -                  | -              | -             | -          | 64 kbps     |
| ČRo Pohoda T2                    | -                             | 64 kbps     | -               | -                  | -              | -             | -          | 64 kbps     |
| Elektronický programový průvodce | -                             | -           | -               | -                  | -              | -             | 1 000 kbps | 1 000 kbps  |
| Rezerva statistického multiplexu | -                             | -           | -               | -                  | -              | -             | 1 499 kbps | 1 499 kbps  |
| Celkem                           | 25 700 kbps                   | 1 632 kbps  | 512 kbps        | 1792 kbps          | 640 kbps       | 320 kbps      | 2 724 kbps | 33 320 kbps |

Z toho celkem ČT 29 829 kbps a ČRo 992 kbps.
Během vysílání ČT3 byl datový tok každé z televizních stanic omezen o přibližně 800 kpbs až 1 000 kbps, čímž bylo pro nový program uvolněno 4 520 kbps. Po vypnutí ČT3 se tento datový tok navrátil původním stanicím.
Spuštění nových stanic ČRo Radiožurnál Sport a ČRo Pohoda vyžadovalo omezení datových toků ostatních rozhlasových stanic. Před jejich spuštěním měla většina rozhlasových stanic datový tok 128 kbps a stanice Vltava, D-Dur a Jazz 196 kpbs.

## Vysílače sítě
Multiplex 21 je šířen z následujících hlavních vysílačů:
| vysílač                      | kanál | polarizace   | výkon (ERP) | kraj |
| ---------------------------- | ----- | ------------ | ----------- | ---- |
| Praha – Žižkov               | 26    | vertikální   | 32 kW       | PHA  |
| Praha – Cukrák               | 26    | horizontální | 100 kW      | STČ  |
| Votice – Mezivrata           | 26    | horizontální | 32 kW       | STČ  |
| Chomutov – Jedlová hora      | 33    | horizontální | 32 kW       | ULK  |
| Ústí nad Labem – Buková hora | 33    | horizontální | 100 kW      | ULK  |
| Cheb – Zelená hora           | 26    | horizontální | 20 kW       | KVK  |
| Jáchymov – Klínovec          | 39    | horizontální | 20 kW       | KVK  |
| České Budějovice – Kleť      | 39    | horizontální | 100 kW      | JHČ  |
| Vimperk – Mařský vrch        | 39    | horizontální | 20 kW       | JHČ  |
| Liberec – Ještěd             | 26    | horizontální | 25 kW       | LBK  |
| Domažlice – Vraní vrch       | 26    | horizontální | 10 kW       | PLK  |
| Plzeň – Krašov               | 26    | horizontální | 100 kW      | PLK  |
| Sušice – Svatobor            | 26    | horizontální | 100 kW      | PLK  |
| Trutnov – Černá hora         | 26    | horizontální | 100 kW      | KHK  |
| Pardubice – Krásné           | 26    | horizontální | 100 kW      | PAK  |
| Jihlava – Javořice           | 26    | horizontální | 100 kW      | VYS  |
| Brno – Barvičova             | 26    | vertikální   | 10 kW       | JMK  |
| Brno – Hády                  | 26    | horizontální | 10 kW       | JMK  |
| Brno – Kojál                 | 26    | horizontální | 100 kW      | JMK  |
| Mikulov – Děvín              | 26    | horizontální | 25 kW       | JMK  |
| Valašské Klobouky – Ploštiny | 26    | horizontální | 25 kW       | ZLK  |
| Zlín – Tlustá hora           | 26    | horizontální | 100 kW      | ZLK  |
| Frýdek-Místek – Lysá hora    | 26    | horizontální | 25 kW       | MSK  |
| Jeseník – Praděd             | 26    | horizontální | 100 kW      | MSK  |
| Ostrava – Hladnov            | 26    | horizontální | 3 kW        | MSK  |
| Ostrava – Hošťálkovice       | 26    | horizontální | 100 kW      | MSK  |